# Meaghan Benfeito
Meaghan Benfeito (n. 2 martie 1989, Montréal, provincia Québec, Canada) este o săritoare în apă ce a reprezentat Canada, medaliată olimpică. A participat la 4 ediții ale Jocurilor Olimpice (2008, 2012, 2016, 2020) în care a câștigat o medalie de bronz.